# Borzym
Borzym – (niem. Borin), wieś w Polsce położona w województwie zachodniopomorskim, w powiecie gryfińskim, w gminie Gryfino nad Jeziorem Borzymskim. Jest to dawna posiadłość cystersów z Kołbacza.

## Historia
Pierwsza wzmianka historyczna pochodzi z 1226 r., jako jest posiadłość klasztoru Cystersów z Kołbacza. Darowiznę wsi dla klasztoru potwierdzono w 1345 r. Na Mapie Lubinusa z 1618 wieś zaznaczona jako Borin. W 1653 r. we wsi założono folwark z opuszczonych ziem chłopskich. Na przełomie XV i XVI wieku wybudowano późnogotycki kościół, o charakterze parafialnym. Na początku XVII stulecia wieś liczyła 39 łanów. Przełom XVII i XVIII wieku stanowił dla wsi kryzys gospodarczy i demograficzny. Ponowny rozwój Borzymia nastąpił w drugiej połowie XVIII wieku. Poza istniejącą wcześniej karczmą i kuźnią wymieniana jest szkoła oraz dom dla wdów po pastorach. 9 lipca 1792 roku Borzym nawiedził wielki pożar, który zniszczył znaczną część wsi, w tym kościół, dom parafialny i szkołę. Na XIX-wiecznych mapach zaznaczono we wsi: własność kościelną, dworską, chłopską, kościół, cmentarz i młyn – mapa z 1829 r.; własność chłopską, kościół i cmentarz – mapa z 1842 r. Wieś swój największy rozwój przeżyła w drugiej połowie XIX wieku, we wsi istniała kuźnia i młyn; wieś liczyła 634 mieszkańców. Po 1945 r. w Borzymiu nie działało Państwowe gospodarstwo rolne, a ziemia należała do prywatnych gospodarzy
W latach 1945–1954 siedziba gminy Borzym. W latach 1975–1998 miejscowość administracyjnie należała do województwa szczecińskiego.